# Tower Hill (metrostation)
Tower Hill is een station van de metro van Londen aan de Circle Line en aan de District Line. Het metrostation ligt aan de oostzijde van Trinity square onder de Tower Hill naast de Tower.

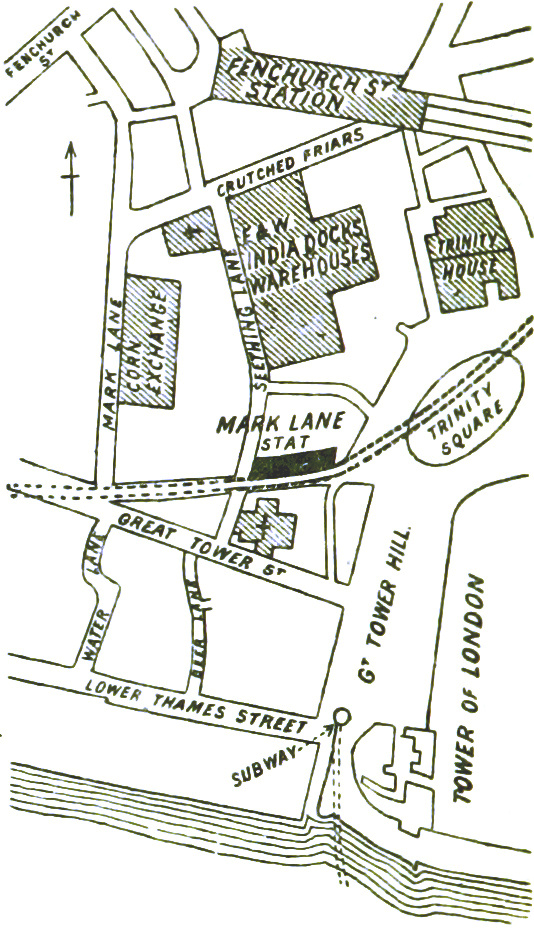
De ligging van station Mark Lane

## Joint Railway
In 1882 opende de Metropolitan Railway het station Tower of London op dezelfde plaats waar sinds 1967 het station ligt. Het betrof een tijdelijk station in afwachting van de voltooiing van de joint railway. Dit was een gezamenlijk project van de Metropolitan Line en de District Line en verbond de respectievelijke toenmalige oostelijke eindpunten met de East London Line. Via de sporen van de Metropolitan Line tussen Aldgate en Tower of London werd het tevens mogelijk om een dienst te starten rond de binnenstad van Londen. 

## Mark Lane
In 1884 werd de joint railway geopend en het station bij de Tower was niet langer het eindpunt van een zijlijn maar onderdeel van de ringlijn. Het definitieve station werd dan ook groter uitgevoerd en kwam aan de westzijde van Trinity Square te liggen. Aanvankelijk zou het station de naam Seething Lane krijgen, maar bij de opening werd het Mark Lane. Het station werd op 1 september 1946 omgedoopt in Tower Hill. Begin jaren 60 van de twintigste eeuw waren de reizigers aantallen enorm gegroeid. Ruimte voor uitbreiding tussen de bestaande bebouwing was er niet zo dat besloten werd tot sluiting van het overvolle station. Als vervanging werd teruggegrepen op het oude station dat door de ligging makkelijker kon worden uitgebreid.

## Herontwikkeling
De korte perrons uit 1882 waren nog steeds aanwezig en de aanleg van een derde spoor was hier ook mogelijk. Met dit derde spoor was het mogelijk om de diensten uit Ealing Broadway door te trekken van Mansion House naar Tower Hill. Om aan de nieuwe eisen te voldoen werden de perrons in westelijke richting verlengd. Het doorgaande spoor voor westwaarts verkeer werd langs de zuidrand van het zuidelijke perron gelegd, dat daarmee een eilandperron werd. Het bestaande doorgaande spoor westwaarts werd omgebouwd tot kopspoor voor de treinen uit het westen. Vlak ten oosten van Mark Lane kwamen wissels waarmee het kopspoor met de beide doorgaande sporen werd verbonden. Het nieuwe stationsgebouw ligt aan de oostkant van trinity square. Op 4 februari 1967 werd het huidige station in gebruik genomen.

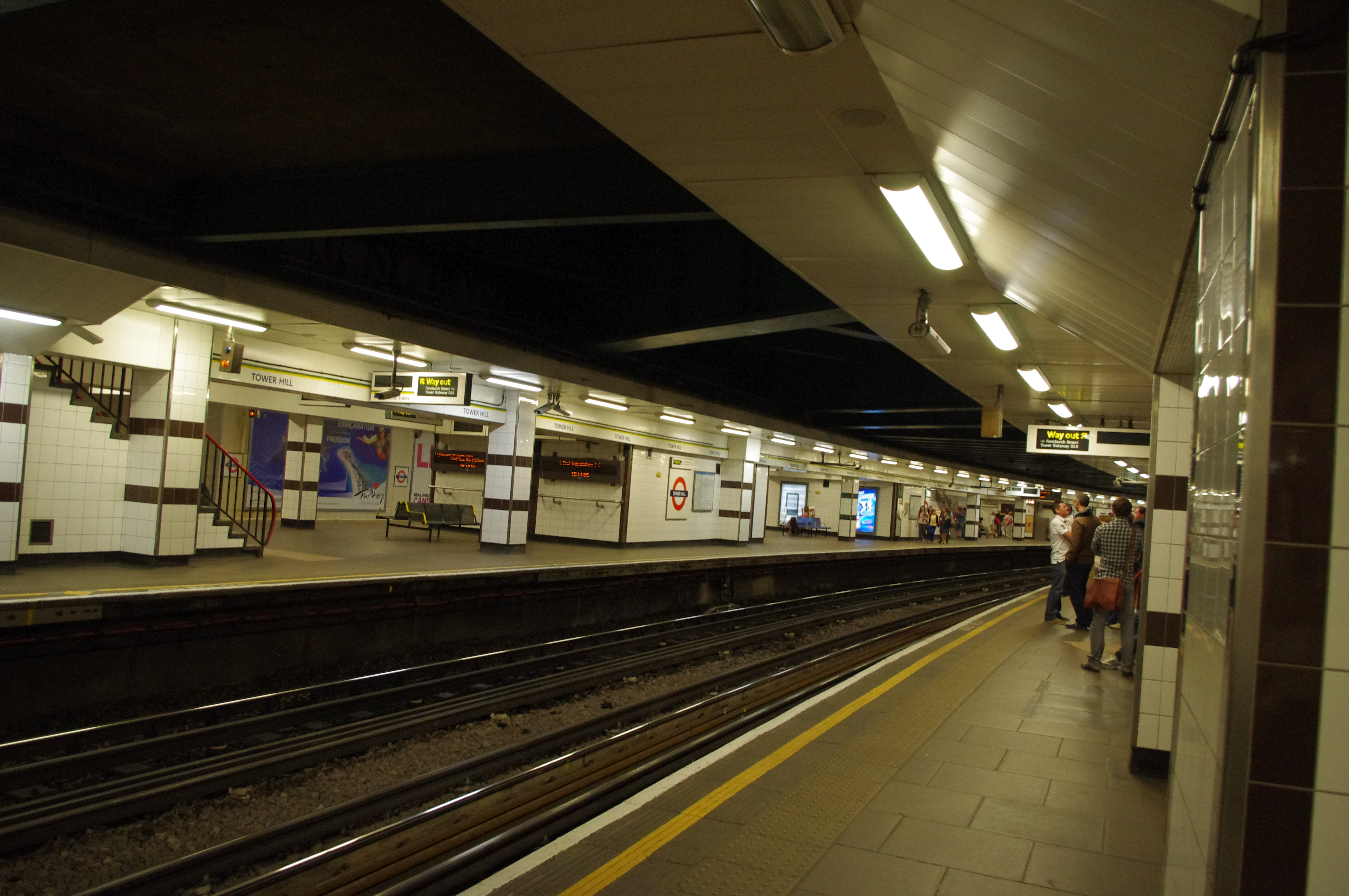
De perrons uit 1967
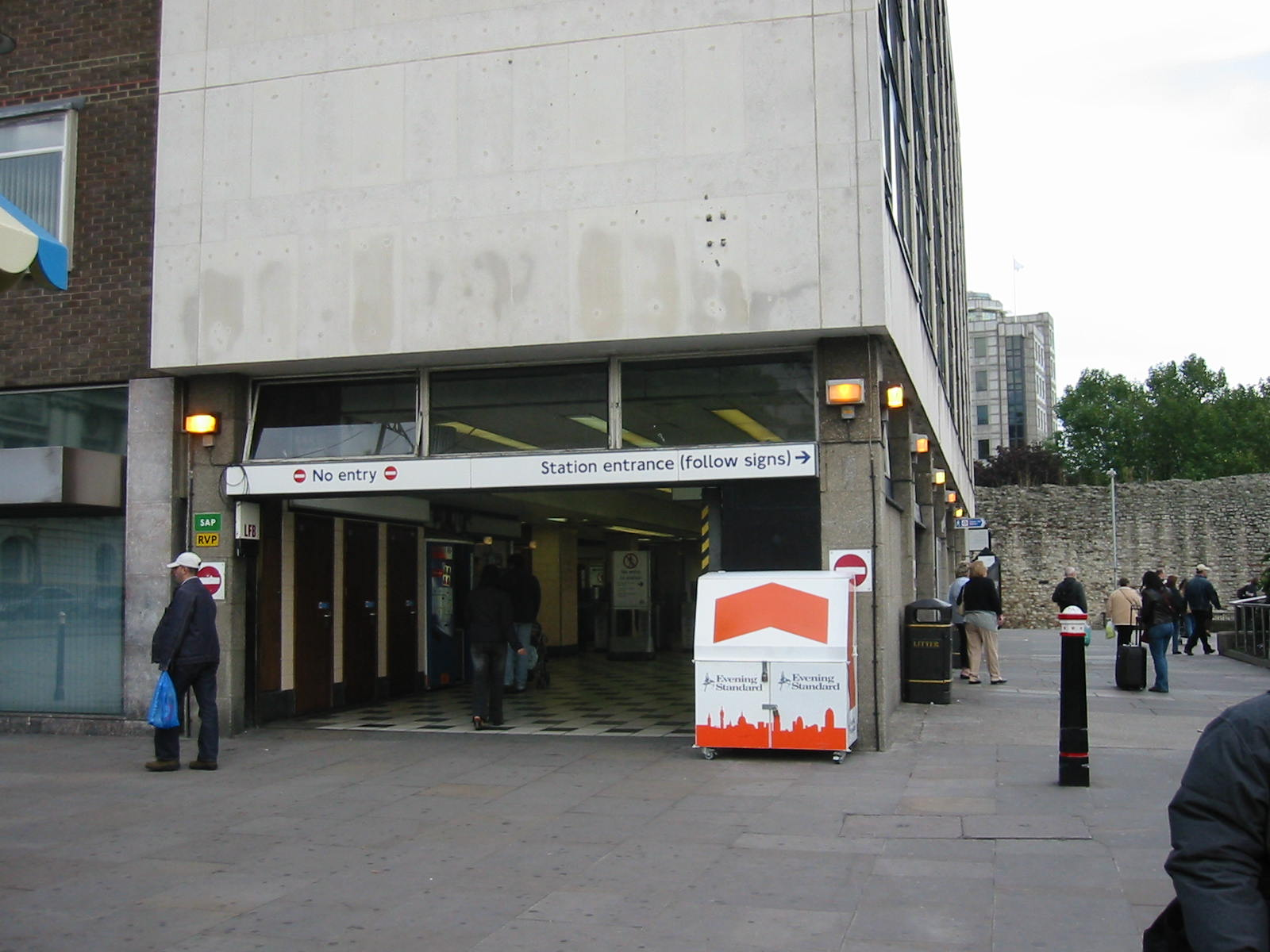
De uitgang van het station uit 1967
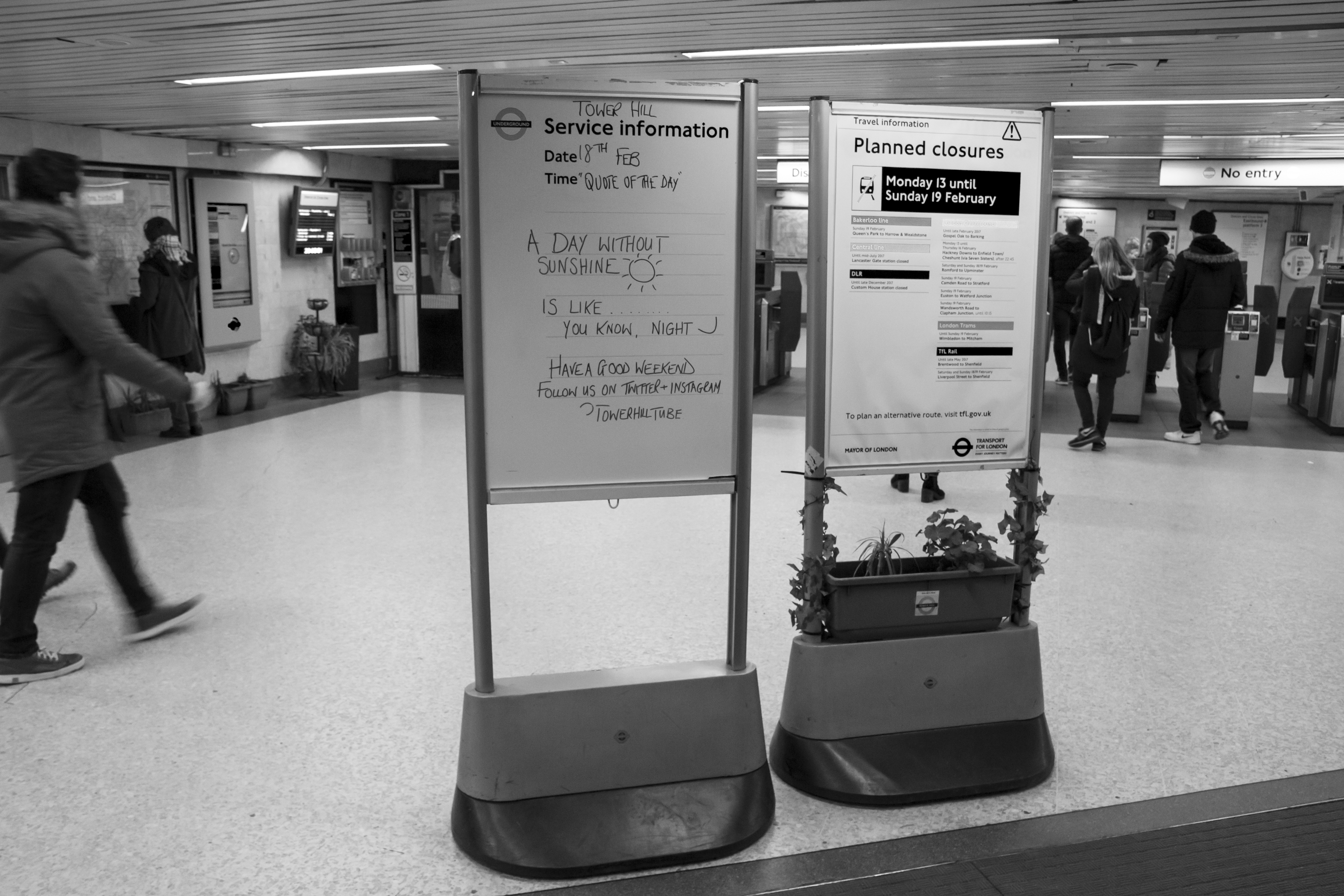
In de stationshal op 18 februari 2017

## Reizigersdienst
In de daluren rijdt de metro de volgende diensten:
- District line:
  - Oostwaarts:
    - 12 metro's per uur naar  Upminster.
    - 3 metro's per uur naar Barking.
    - 3 metro's per uur eindigen hier.

  - Westwaarts:
    - 6 metro's per uur naar Ealing Broadway.
    - 6 metro's per uur naar Richmond.
    - 6 metro's per uur naar Wimbledon.
- Circle line:
  - Tegen de klok in:
    - 6 metro's per uur naar Hammersmith via Aldgate.

  - Met de klok mee:
    - 6 metro's per uur naar Edgware Road via Embankment.

In verband met de onevenwichtige verdeling van diensten en reizigers op de Docklands Light Railway heeft de burgemeester van Londen voorgesteld om Tower Gateway te vervangen door perrons onder station Tower Hill. Hiermee kunnen dan alle diensten, 30 per uur, doorrijden tot Bank waar 90% van de reizigers op de DLR naar toe rijdt. De verdeling van de diensten tussen Bank (75%) en Tower Gateway (25%) zoals die sinds 29 juli 1991 bestaat zou dan ophouden waarmee ook de ongebruikte capaciteit van Bank wordt benut.

Hammersmith · 
Goldhawk Road · 
Shepherd's Bush Market · 
Wood Lane · 
Latimer Road · 
Ladbroke Grove · 
Westbourne Park · 
Royal Oak · 
Paddington · 
Edgware Road · 
Baker Street · 
Great Portland Street · 
Euston Square · 
King's Cross St. Pancras · 
Farringdon · 
Barbican · 
Moorgate · 
Liverpool Street · 
Aldgate · 
Tower Hill · 
Monument · 
Cannon Street · 
Mansion House · 
Blackfriars · 
Temple · 
Embankment · 
Westminster · 
St. James's Park · 
Victoria · 
Sloane Square · 
South Kensington · 
Gloucester Road · 
High Street Kensington · 
Notting Hill Gate · 
Bayswater · 
Paddington · 
Edgware Road